# Metalogy
Metalogy er et fem-disk cd bokssæt udgivet af heavy metal-bandet Judas Priest i 2004.

## Spor
Alle sange er skrevet af Rob Halford, K.K. Downing og Glenn Tipton, bortset fra hvor andet er angivet.

### Disk 1
1. "Never Satisfied" (Al Atkins, Downing) – 4:52
  - Oprindeligt udgivet på Rocka Rolla i 1974
2. "Deceiver" – 2:40
  - Oprindeligt udgivet på Rocka Rolla i 1974
3. "Tyrant" (Halford, Tipton) – 4:39
  - Oprindeligt udgivet på Sad Wings of Destiny i 1976
4. "Victim of Changes" (Live) (Atkins, Halford, Downing, Tipton) – 7:11
  - Oprindeligt udgivet på Unleashed in the East i 1979
5. "Diamonds & Rust" (Live) (Joan Baez) – 3:28
  - Oprindeligt udgivet på Unleashed in the East i 1979
6. "Starbreaker" (Live) – 7:19
  - Oprindeligt udgivet på Unleashed in the East i 1979
7. "Sinner" (Halford, Tipton) – 6:43
  - Oprindeligt udgivet på Sin After Sin i 1977
8. "Let Us Prey/Call for the Priest" – 6:12
  - Oprindeligt udgivet på Sin After Sin i 1977
9. "Dissident Aggressor" – 3:02
  - Oprindeligt udgivet på Sin After Sin i 1977
10. "Exciter" (Halford, Tipton) – 5:33
  - Oprindeligt udgivet på Stained Class i 1978
11. "Beyond the Realms of Death" (Halford, Les Binks) – 6:51
  - Oprindeligt udgivet på Stained Class i 1978
12. "Better By You, Better Than Me" (Gary Wright) – 5:19
  - Oprindeligt udgivet på Stained Class i 1978
13. "Invader" (Halford, Tipton, Ian Hill) – 4:10
  - Oprindeligt udgivet på Stained Class i 1978
14. "Stained Class" (Halford, Tipton) – 5:12
  - Oprindeligt udgivet på Stained Class i 1978
15. "The Green Manalishi (With the Two Pronged Crown)" (Live) (Peter Green) – 4:42
  - Oprindeligt udgivet på Unleashed in the East i 1979

### Disk 2
1. "Killing Machine" (Tipton) – 3:02
  - Oprindeligt udgivet på Killing Machine i 1978
2. "Evening Star" (Halford, Tipton) – 4:06
  - Oprindeligt udgivet på Killing Machine i 1978
3. "Take on the World" (Halford, Tipton) – 3:03
  - Oprindeligt udgivet på Killing Machine i 1978
4. "Delivering the Goods" – 4:16
  - Oprindeligt udgivet på Killing Machine i 1978
5. "Evil Fantasies" – 4:13
  - Oprindeligt udgivet på Killing Machine i 1978
6. "Hell Bent for Leather (Tipton) – 2:40
  - Oprindeligt udgivet på Killing Machine i 1978
7. "Breaking the Law" (Live) – 2:45
  - Oprindeligt udgivet på Priest...Live! i 1987
8. "Living After Midnight" – 3:30
  - Oprindeligt udgivet på British Steel i 1980
9. "Rapid Fire" – 4:00
  - Oprindeligt udgivet på British Steel i 1980
10. "Metal Gods" – 4:04
  - Oprindeligt udgivet på British Steel i 1980
11. "Grinder" (Live) – 4:21
  - Oprindeligt udgivet på British Steel i 1980
12. "The Rage" – 4:44
  - Oprindeligt udgivet på British Steel i 1980
13. "Heading Out to the Highway – 3:45
  - Oprindeligt udgivet på Point of Entry i 1981
14. "Hot Rockin'" (Live) – 3:28
15. "Troubleshooter" – 3:47
  - Oprindeligt udgivet på Point of Entry i 1981
16. "Solar Angels" – 4:04
  - Oprindeligt udgivet på Point of Entry i 1981
17. "Desert Plains" – 4:36
  - Oprindeligt udgivet på Point of Entry i 1981
18. "The Hellion/Electric Eye" – 4:20
  - Oprindeligt udgivet på Screaming for Vengeance i 1982
19. "Screaming for Vengeance" – 4:43
  - Oprindeligt udgivet på Screaming for Vengeance i 1982

### Disk 3
1. "Riding on the Wind" – 3:07
  - Oprindeligt udgivet på Screaming for Vengeance i 1982
2. "Bloodstone" – 3:52
  - Oprindeligt udgivet på Screaming for Vengeance i 1982
3. "You've Got Another Thing Comin'" – 5:09
  - Oprindeligt udgivet på Screaming for Vengeance i 1982
4. "Devil's Child" – 4:48
  - Oprindeligt udgivet på Screaming for Vengeance i 1982
5. "Freewheel Burning" – 4:42
  - Oprindeligt udgivet på Defenders of the Faith i 1983
6. "Jawbreaker" – 3:25
  - Oprindeligt udgivet på Defenders of the Faith i 1984
7. "The Sentinel" – 5:24
  - Oprindeligt udgivet på Defenders of the Faith i 1984
8. "Love Bites" (Live) – 5:37
  - Oprindeligt udgivet på Priest...Live! i 1987
9. "Eat Me Alive" – 3:31
  - Oprindeligt udgivet på Defenders of the Faith i 1984
10. "Some Heads Are Gonna Roll" (Bob Halligan, Jr) – 4:05
  - Oprindeligt udgivet på Defenders of the Faith i 1984
11. "Rock Hard Ride Free" – 5:00
  - Oprindeligt udgivet på Defenders of the Faith i 1984
12. "Night Comes Down" – 4:00
  - Oprindeligt udgivet på Defenders of the Faith i 1984
13. "Turbo Lover" – 5:33
  - Oprindeligt udgivet på Turbo i 1986
14. "Private Property" – 4:29
  - Oprindeligt udgivet på Turbo i 1986
15. "Parental Guidance" – 3:35
  - Oprindeligt udgivet på Turbo i 1986
16. "Out in the Cold" – 6:27
  - Oprindeligt udgivet på Turbo i 1986
17. "Heart of a Lion" – 3:53

### Disk 4
1. "Ram it Down" – 4:48
  - Oprindeligt udgivet på Ram It Down i 1988
2. "Heavy Metal" – 5:58
  - Oprindeligt udgivet på Ram It Down i 1988
3. "Come and Get it" – 4:05
  - Oprindeligt udgivet på Ram It Down i 1988
4. "Blood Red Skies" – 7:05
  - Oprindeligt udgivet på Ram It Down i 1988
5. "Painkiller" – 6:06
  - Oprindeligt udgivet på Painkiller i 1990
6. "Between the Hammer & the Anvil" – 4:48
  - Oprindeligt udgivet på Painkiller i 1990
7. "A Touch of Evil" (Halford, Downing, Tipton, Chris Tsangarides) – 5:54
  - Oprindeligt udgivet på Painkiller i 1990
8. "Metal Meltdown" – 4:47
  - Oprindeligt udgivet på Painkiller i 1990
9. "Night Crawler" – 5:44
  - Oprindeligt udgivet på Painkiller i 1990
10. "All Guns Blazing" – 3:57
  - Oprindeligt udgivet på Painkiller i 1990
11. "Jugulator" (Downing, Tipton) – 5:50
  - Oprindeligt udgivet på Jugulator i 1996
12. "Blood Stained" (Downing, Tipton) – 5:26
  - Oprindeligt udgivet på Jugulator i 1996
13. "Machine Man" (Tipton) – 5:15
  - Oprindeligt udgivet på Demolition i 2001
14. "Feed on Me" (Tipton) – 5:28
  - Oprindeligt udgivet på Demolition i 2001

### Disk 5 (Live Vengeance '82dvd)
1. "The Hellion/Electric Eye"
2. "Riding on the Wind"
3. "Heading Out to the Highway"
4. "Metal Gods"
5. "Bloodstone"
6. "Breaking the Law"
7. "The Sinner"
8. "Desert Plains"
9. "The Ripper"
10. "Diamonds & Rust"
11. "Devil's Child"
12. "Screaming for Vengeance"
13. "You've Got Another Thing Comin'"
14. "Victim of Changes"
15. "Living After Midnight"
16. "The Green Manalishi (With the Two Pronged Crown)"
17. "Hell Bent for Leather"

## Musikere
- Rob Halford – Vokal på Disk 1-3, spor 1-10 på Disk 4 og Disk 5
- Tim "Ripper" Owens – Vokal på spor 11-14 på Disk 4
- K.K. Downing – Guitar
- Glenn Tipton – Guitar
- Ian Hill – Bas
- John Hinch – Trommer på "Never Satisfied" på disk 1
- Alan Moore – Trommer på "Deceiver" og "Tyrant" på disk 1
- Simon Phillips – Tropper på spor 7-9 på disk 1
- Les Binks – Trommer på spor 4-6 og 10-15 på disk 1, og spor 1-6 på disk 2
- Dave Holland – Trommer på spor 7-19 på disk 2, hele disk 3, spor 1-4 på disk 4, og hele disk 5
- Scott Travis – Trommer på spor 5-14 på disk 4